# Haisko och Kvelot
Haisko och Kvelot är två sammanväxta öar i Finland. De ligger i Iniö kommunen Pargas stad i den ekonomiska regionen  Åboland och landskapet Egentliga Finland, i den sydvästra delen av landet, 190 km väster om huvudstaden Helsingfors.